# José Ramón Quirós García
José Ramón Quirós García (El Entrego, 28 de febrero de 1959) es un político asturiano vinculado al PSOE. Fue Consejero de Salud y Servicios Sanitarios del Gobierno del Principado de Asturias desde junio de 2007 hasta julio de 2011.

## Biografía
Licenciado en Medicina y Cirugía por la Universidad de Oviedo y especialista en Medicina Preventiva y Salud Pública. Es funcionario de carrera del Cuerpo de Médicos de la Sanidad Nacional y del Cuerpo de Facultativos y Especialistas Sanitarios del Principado de Asturias siendo, hasta su llegada a la Consejería, Jefe de Sección de Información Sanitaria de la Dirección General de Salud Pública y Planificación.
Tiene una dilatada formación en el ámbito de la salud pública y en metodología de la investigación habiendo realizado estudios en Madrid, Barcelona, Italia y Holanda.
Beca del British Council para el estudio de la organización del sistema sanitario británico en Birmingham y de la planificación sanitaria en Cardiff. Beca de la Unión Internacional contra el Cáncer para el estudio de supervivencia del cáncer en Helsinki. Entre septiembre de 2006 y junio de 2007 ha sido investigador visitante de la Escuela de Medicina y Salud Pública de la Universidad de Wisconsin en Madison (Alabama, Estados Unidos) donde ha estado desarrollando un programa avanzado de medición de salud poblacional e indicadores de resultados del sistema sanitario.
Ha trabajado en el Ministerio de Sanidad y Consumo y en la antigua Consejería de Sanidad del Principado de Asturias donde ha desempeñado diversos puestos de Jefe de Servicio siempre en el ámbito de la epidemiología y la planificación. Entre 1999 y 2003 fue director general de Salud Pública del Principado de Asturias y durante 2002-2003 fue presidente de la Fundación del Hospital del Oriente de Asturias.
Es coautor de más de 50 publicaciones y artículos científicos en revistas nacionales e internacionales fundamentalmente en el ámbito de las interrelaciones entre estilos de vida y cáncer. Es el investigador principal en Asturias del estudio prospectivo europeo sobre nutrición, cáncer y salud (EPIC) e investigador responsable en Asturias del programa europeo InterAct que investiga la interacción entre factores genéticos, estilos de vida y diabetes tipo 2.

## Actividad política
La gestión de su Consejería no ha pasado inadvertida siendo en mucho casos fuertemente contestada. El Colegio de Médicos de Asturias le declaró persona non grata calificando su etapa como de máxima confrontación, entre otras cosas por afirmar que los médicos asturianos tienen la jornada laboral más reducida de España.
Precisamente su estilo visceral y directo ha sido acogido con gran aprobación por la opinión pública asturiana que aprueba mayoritariamente su gestión.
Firme defensor del Sistema Público de Salud se ha referido en numerosas ocasiones a las dudas que en la actualidad platea su viabilidad de no aplicarse medidas drásticas que mejoren la eficiencia del Sistema. De hecho su gestión se ha caracterizado por fuertes recortes del gasto sanitario sin la reducción de prestaciones públicas.